# Grundarfoss (Reykjanes)
Grundarfoss (che in lingua islandese significa: cascata del fiume Grundará) è una cascata situata nel territorio del comune di Reykhólahreppur, contea di Austur-Barðastrandarsýsla, nella regione del Vestfirðir, la regione dei fiordi occidentali dell'Islanda.

## Descrizione
La cascata si trova nella valle Grundardalur a circa un chilometro a nord della città di Reykhólareppur. È alimentata dal fiume Grundará, che trae la sua origine dal lago Grundarvatn, situato circa 1,6 km a nord della cascata, e precipita dal Reykjanesfjall.

## Accesso
La cascata è ben visibile dalla strada S607 Reykhólasveitarvegur all'altezza della deviazione per Reykhólahreppur. Proseguendo lungo la strada S607 nella penisola di Reykjanes in direzione nordovest, sono visibili anche tre altre cascate che scendono dal Reykjanesfjall, cioè Heyárfoss, Miðjanesfoss e Staðarfoss, situate a pochi chilometri di distanza. 